# El Burgo

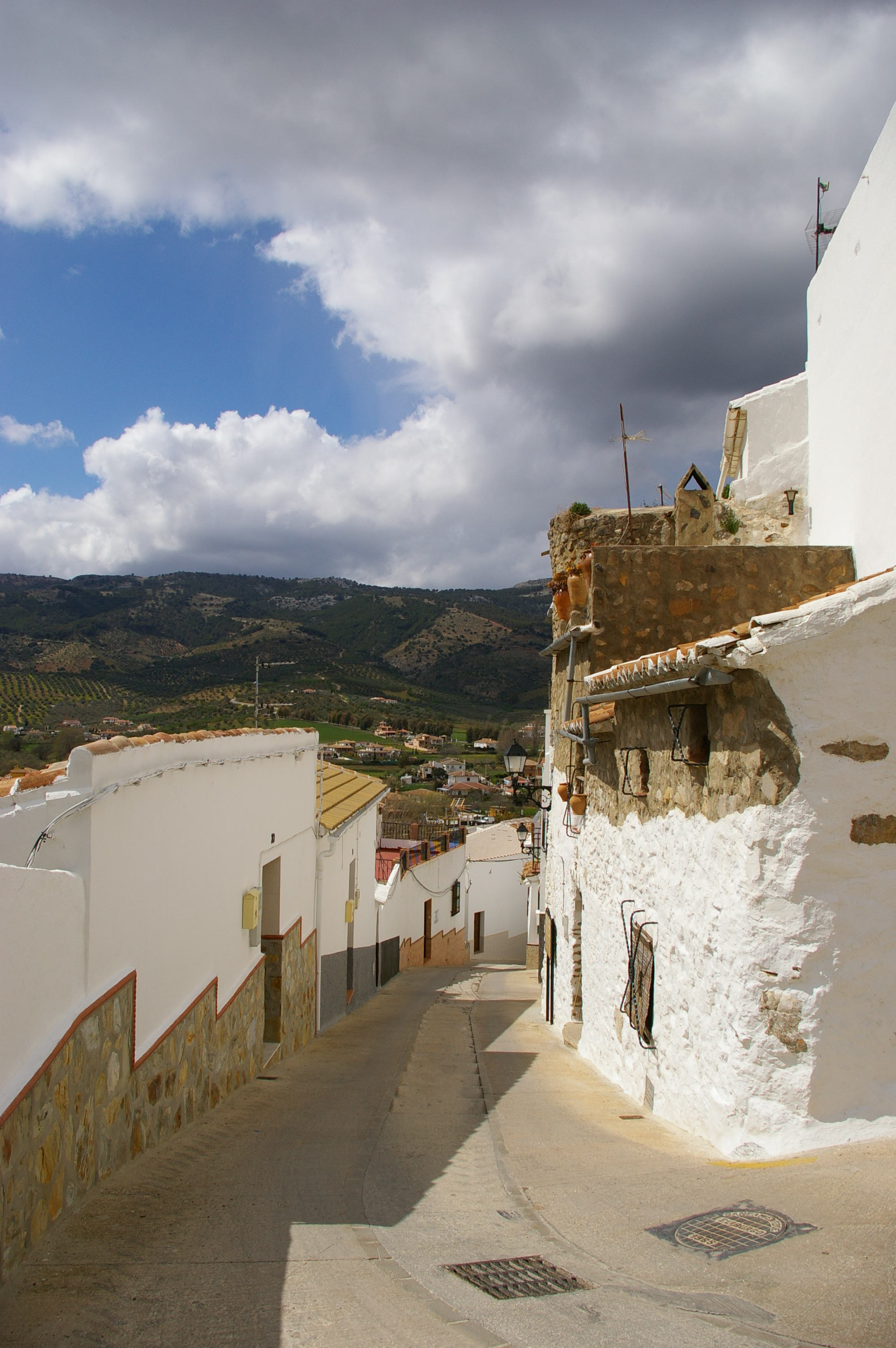
El Burgo, Calle de la Calzada

El Burgo is een gemeente in de Spaanse provincie Málaga in de regio Andalusië met een oppervlakte van 118 km². In 2007 telde El Burgo 2034 inwoners.